# Sextus Flavius Quietus
Sextus Flavius Quietus (vollständige Namensform Sextus Flavius Sexti filius Quirina Quietus) war ein im 1. und 2. Jahrhundert n. Chr. lebender Angehöriger der römischen Armee.
Durch eine Inschrift, die in Rom gefunden wurde, sind die letzten Stationen der militärischen Laufbahn von Quietus bekannt. Er diente als Primus Pilus in der Legio XX Valeria Victrix, die ihr Hauptlager in Deva Victrix in der Provinz Britannia hatte. Danach wurde er von Antoninus Pius (138–161) mit einer Armee nach Mauretanien entsandt (misso cum exercitu in expeditionem Mauretanicam). Zuletzt übernahm er als Präfekt die Leitung der in Britannien stationierten römischen Flotte (Classis Britannica).
Die Anfänge der Laufbahn von Quietus sind nicht bekannt. Er diente als Primus Pilus wahrscheinlich vor dem Bau des Antoninuswall um 142/144 in der Legio XX Valeria Victrix. Danach kehrte er vermutlich nach Rom zurück und wurde dort vom Kaiser mit der Führung einer Streitmacht betraut, die um 144/149 nach Mauretanien geschickt wurde.
Der Grabstein wurde durch seine Ehefrau Varinia Crispinilla und seine beiden Söhne Flavius Vindex und Flavius Quietus errichtet.
Die Inschrift wird bei der Epigraphik-Datenbank Clauss-Slaby auf 146/200 datiert. Die expeditio Mauretanica wird bei Stephen James Malone auf 144/149 datiert.